# 29804 Idansharon
29804 Idansharon è un asteroide della fascia principale. Scoperto nel 1999, presenta un'orbita caratterizzata da un semiasse maggiore pari a 2,4013975 UA e da un'eccentricità di 0,1785874, inclinata di 2,04425° rispetto all'eclittica.